# Diòxid de plutoni
El diòxid de plutoni o òxid de plutoni(IV) és un òxid de l'element químic plutoni al qual aquest actua amb valència IV, enllaçant amb dos àtoms d'oxigen, és a dir amb la fórmula química PuO2. Té la mateixa estructura cristal·lina que la fluorita i que el diòxid d'urani. La seva temperatura de fusió és extremadament alta, de l'ordre dels 2 400 °C. Es tracta d'un material ceràmic refractari insoluble en aigua que pot tenir un color entre groc i verd oliva segons com estigui fabricat. És tòxic per la seva química, si és inhalat, i també és radiotòxic, a causa de la seva elevada radioactivitat alfa.

## Obtenció

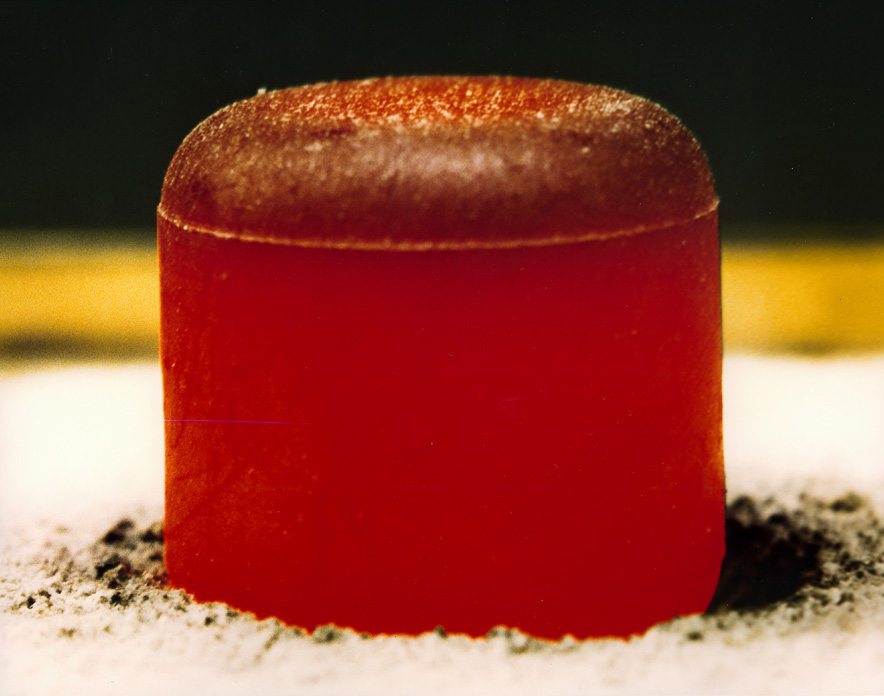
Cilindre de diòxid de plutoni que conté plutoni 238

El diòxid de plutoni no es troba a la natura en quantitats apreciables. El plutoni tampoc, aquest s'obté per irradiació de neutrons a l'urani-238 en les seves aplicacions, com per exemple a un reactor nuclear. Aquest procediment no es fa expressament per a produir diòxid de plutoni sinó que aquest producte apareix com a producte secundari, o producte residual si no s'utilitza després per a res, en aplicacions amb altres objectius, per exemple en utilitzar urani com a combustible en una central nuclear. El combustible nuclear gastat es pot tractar o reprocessar per a obtenir nitrat de plutoni en una dissolució nítrica.
Posteriorment, existeixen altres instal·lacions especialment dissenyades per a fabricar diòxid de plutoni a partir d'aquest nitrat. Aquestes plantes, entre altres coses, han d'estar adaptades per a reduir els riscs de toxicitat al mínim i per a evitar els efectes de les radiacions sobre les màquines i les persones. Les operacions principals del procés de fabricació de diòxid de plutoni a partir de nitrat inclouen un primer ajust de la dissolució de nitrat que alimenta el procés, la precipitació de peròxid de plutoni (Pu₂O₇) mitjançant peròxid d'hidrogen (aigua oxigenada) i posterior separació del sòlid precipitat al licor, calcinació (escalfament) del peròxid de plutoni per a obtenir ja el diòxid de plutoni, manipulació del producte, ventilació, gestió dels residus de tota classe (incloent residus radioactius) i control del procés. Una alternativa és afegir àcid oxàlic (H₂C₂O₄) a la dissolució nítrica, en comptes de l'aigua oxigenada, per a obtenir oxalat de plutoni (IV), que en escalfar-lo també dona diòxid de plutoni.
El plutoni utilitzat pot procedir del reprocessament civil o de residus d'armes nuclears. L'ús de diòxid de plutoni, com el d'altres compostos del plutoni i el del plutoni mateix, entra en conflicte amb el Tractat de No Proliferació Nuclear contra la proliferació d'armament nuclear.

## Aplicacions

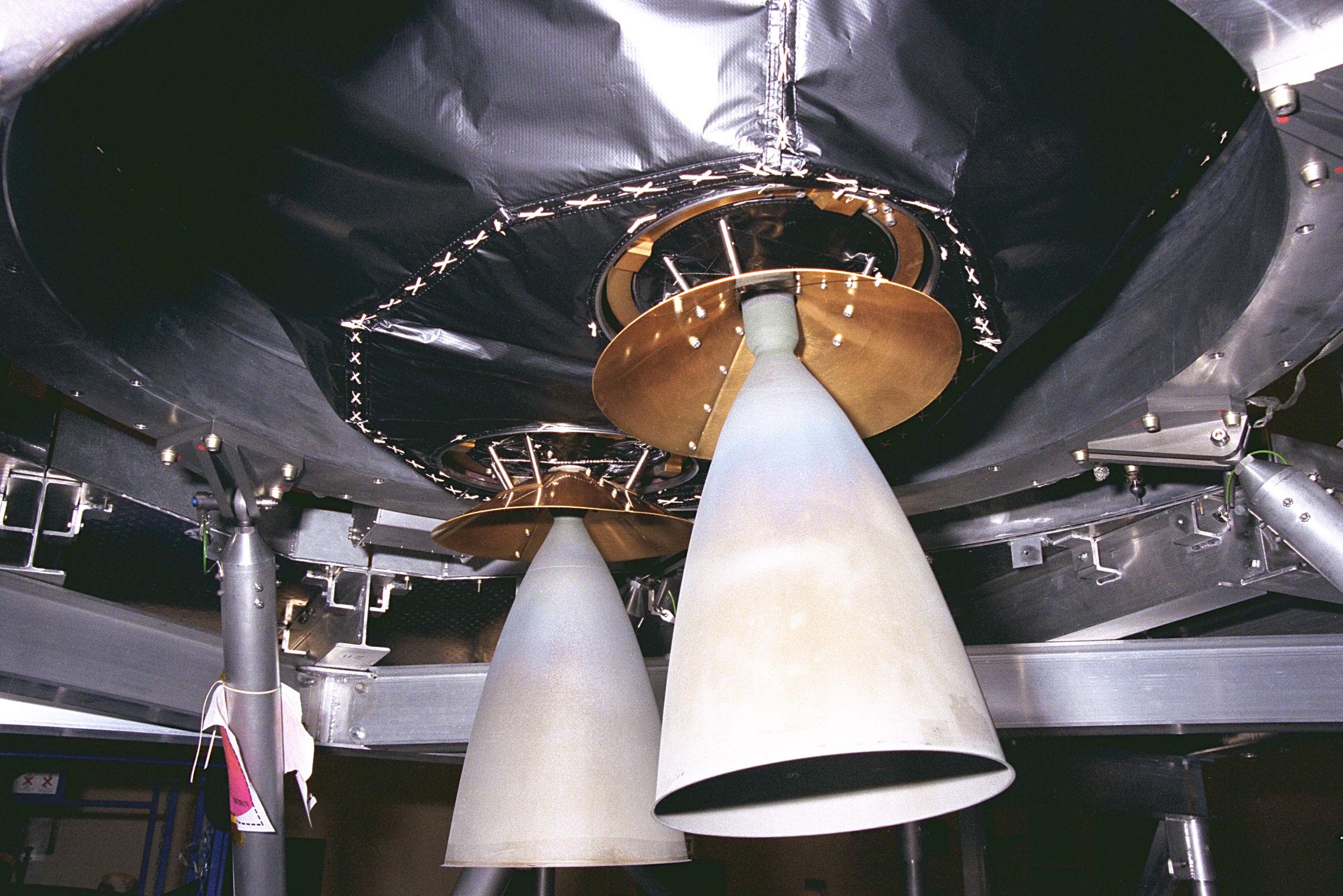
La Cassini-Huygens

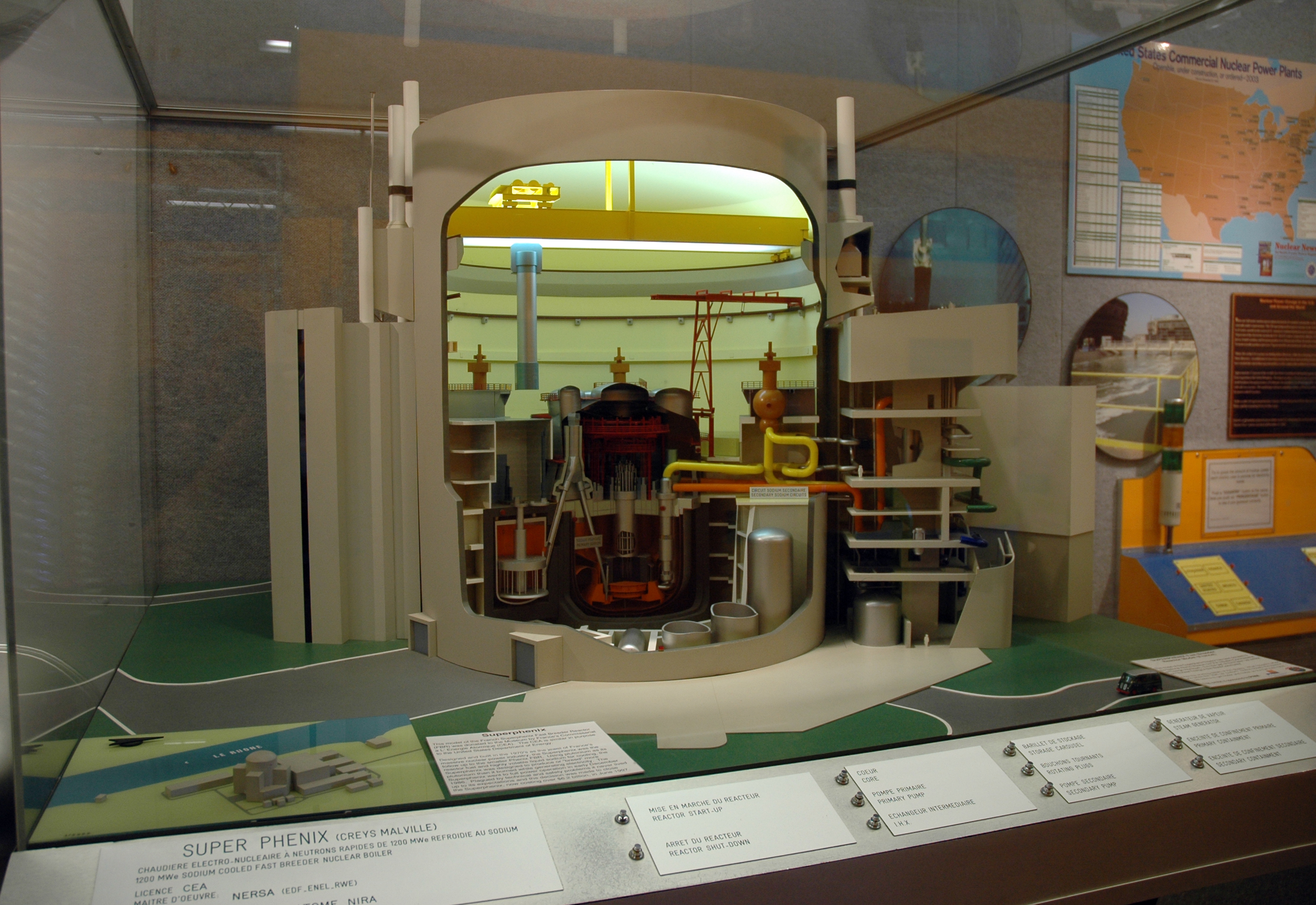
Maqueta d'un reactor ràpid

S'utilitza sobretot en diferents usos militars relacionats amb l'armament i atac bèl·lic nuclear. També es pot utilitzar, mesclat amb diòxid d'urani per a fabricar un tipus de combustible nuclear anomenat MOX i en el passat, especialment durant la guerra freda, s'ha usat com a combustible en algunes sondes espacials, com per exemple la sonda Voyager 1 enviada a altres planetes el 1977, la Pioneer, la Cassini-Huygens i la Galileu, que portava més de trenta quilos de diòxid de plutoni. Algunes potències nuclears el segueixen utilitzant, per exemple Estats Units, tot i ser un signant del Tractat de No Proliferació Nuclear, no ha deixat mai d'investigar el seu ús per a diversos fins, com el generador termoelèctric per radioisòtops de la sonda New Horizons que pensa enviar a Plutó el 2015. Aquest ús és molt polèmic no només per l'ús del plutoni sinó pel perill que representa si aquestes sondes tenen un accident dins de l'atmosfera terrestre, especialment al llançament, o si, com és el cas de New Horizons, es preveu que la seva trajectòria passi molt a prop de la Terra per a beneficiar-se de la seva assistència gravitacional abans de separar-s'hi definitivament cap a Plutó. En van ser un exemple les sorolloses protestes que van ocórrer a causa del llançament de la Cassini-Huygens a Florida, en 1997, que a més havia de servir-se de l'atmosfera terrestres per a ajudar-se a anar a Júpiter. També nombroses ONG europees, estatunidenques i japoneses s'han manifestat sovint contra l'ús de diòxid de plutoni i contra el transport dels productes fets amb ell, pels riscos que comporta.
De fet, el projecte Cassini-Huygens portat a terme per la NASA i l'ESA s'utilitza avui com a exemple típic de risc ambiental. La sonda va ser llançada en 1997 amb 33 kg de diòxid de plutoni i en 1999 es va apropar "perillosament" a la Terra, si per algun accident hagués xocat, els seus efectes serien catastròfics.
S'ha proposat la seva aplicació com a combustible per a reactors ràpids, encara en fase d'estudi, però hom encara no disposa de prou informació com per a poder-ho fer ni de com aniria. Un dels majors problemes que té, i que sí que es coneix bé, és que el diòxid de plutoni és un material ceràmic molt poc soluble en àcid nítric, cosa que dificulta enormement el seu reprocessat.

## Toxicitat

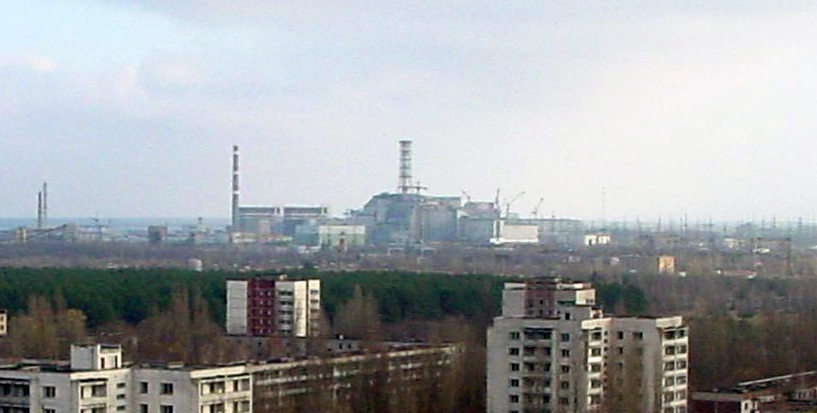
Població devastada a causa del diòxid de plutoni i altres contaminants d'alta activitat radioactiva

És un compost d'elevada toxicitat química i radioactiva (radiotoxicitat), especialment per inhalació. Està demostrat que la seva inhalació causa càncer de pulmó a les rates. El seu temps de vida mig és de l'ordre de dos-cents anys, és a dir, que un cop entra la radiació al cos humà, aquesta hi romandrà fins a la mort de l'individu. A causa de la radioactivitat alfa, el diòxid de plutoni és una material calent si es toca, la seva presència a l'aire fa que hom senti coïssor als ulls i en ser respirat hom sent un gust metàl·lic a la boca i a la gola.
La radiació alfa no penetra dins de la pell, però pot penetrar al cos a través de cremades produïdes per la calor del diòxid de plutoni o produïdes per la radiació beta o gamma d'algun dels descendents del plutoni. Sembla que en ser ingerit el cos només absorbeix un 0,04% del plutoni que conté però se sap que la introducció d'una quantitat prou important d'aquest compost al cos actua com a verí i que, a part de diferents càncers, pot causar directament la mort, de manera similar a la de Aleksandr Litvinenko suposadament amb poloni. Per inhalació pot passar a la sang i ser transportat per tot l'interior de l'organisme, on pot atacar l'esquelet i els òrgans vitals interns, especialment els pulmons, que el reben, i el fetge, on s'acumula.

## Tractament dels residus
Qualsevol contacte no prou adaptat i protegit, així com qualsevol fuita d'aquest producte, produeix contaminació radioactiva. A més, un cop usat el diòxid de plutoni, el material resta un residu radioactiu d'alta activitat, és a dir, que emet una radioactivitat d'alta intensitat que pot provocar la mort i la contaminació d'aigua i conreus, així com la dels animals i humans que els ingereixin i com la dels humans que ingereixin aquests animals o els seus productes (com per exemple, la llet). Actualment el diòxid de plutoni emprat com a combustible en algunes centrals nuclears, quan es gasta, es diposita temporalment, durant desenes d'anys, en piscines plenes d'aigua per tal que la radiació no passi a l'atmosfera i que han de ser refrigerades i vigilades constantment. El tractament posterior és actualment incert.
Avui està prohibit el seu dipòsit al fons del mar, com s'havia fet durant anys. Per exemple, Irlanda és un país que no té cap central nuclear però que, tanmateix, en 1982 tenia en algunes platges el doble de radioactivitat que en terrenys d'altres països on s'havien assajat armes nuclears (actualment també prohibit, en principi). Això és a causa del fet que durant vint-i-cinc anys el govern del Regne Unit, que si té centrals nuclears, havia anat llençant els residus dels combustibles nuclears a la mar d'Irlanda, amb la teoria que, essent el plutoni un element més pesat que l'or, aquest s'aniria al fons i hi restaria sense morure's. En aquest temps van llençar-hi 250 quilos de diòxid de plutoni més altres residus radioactius procedents de combustibles nuclears fins que, en 1982 van descobrir que apreciables quantitats de plutoni havien estat arrossegades fins a la costa i que des d'allà el vent les portava terra endins. Per exemple, a la costa de Cúmbria, a Anglaterra, prop d'on es llençaven residus de la central de Sellafield, la concentració de plutoni era 50 vegades superior a la de terrenys deserts on s'havien fet proves nuclears als anys 50 i 60, i a onze quilòmetres de distància de la costa, terra endins, la concentració era encara cinc vegades superior a la dels terrenys de proves nuclears. La concentració de plutoni als musclos i cloïses pescades prop del municipi tenien una concentració de plutoni mil vegades superior a la de l'aigua del mar de la zona. La mortalitat de nens per leucèmia que vivien allà va ser deu vegades superior a la mitja de la resta del Regne Unit. En 2001 la planta britànica de Sellafield va començar a produir MOX a partir de diòxid de plutoni i urani empobrit, a pesar de la forta oposició d'Irlanda, que va demandar-la a un tribunal arbitral europeu per no complir el conveni OSPAR sobre protecció del medi marí de l'Atlàntic Nord. En 2003 el tribunal es va pronunciar a favor del Regne Unit. La producció i utilització de MOX és també controvertida al Regne Unit.